# Bangladeschische Cricket-Nationalmannschaft gegen Afghanistan in der Saison 2018
Die Tour des bangladeschischen Cricket-Nationalmannschaft gegen Afghanistan in der Saison 2018 fand vom 3. bis zum 7. Juni 2018 in Indien statt. Die internationale Cricket-Tour war Bestandteil der Internationalen Cricket-Saison 2018 und umfasste drei Twenty20s. Afghanistan gewann die Tour 3–0.

## Vorgeschichte
Für beide Mannschaften ist es die erste Tour der Saison. Das letzte Aufeinandertreffen der beiden Mannschaften bei einer Tour fand in der Saison 2016/17 in Bangladesch statt.

## Stadion
Folgendes Stadion wurde für die Tour als Austragungsort festgelegt und am 9. Mai 2018 bekanntgegeben.
| Stadion                                    | Stadt    | Kapazität | Spiele      |
| ------------------------------------------ | -------- | --------- | ----------- |
| Rajiv Gandhi International Cricket Stadium | Dehradun | 25.000    | 1. – 3. T20 |

## Kaderlisten
Bangladesch benannte seinen Kader am 20. Mai 2018.
Afghanistan benannte seinen Kader am 29. Mai 2018.
| Twenty20 | Twenty20 |
| Afghanistan | Bangladesch |
| --- | --- |
| - Asghar Afghan (K) - Sharafuddin Ashraf - Aftab Alam - Usman Ghani - Karim Janat - Rashid Khan - Mohammad Nabi - Gulbadin Naib - Darwish Rasooli - Shafiqullah - Mohammad Shahzad (wk) - Samiullah Shinwari - Najeeb Tarakai - Mujeeb Ur Rahman - Najibullah Zadran - Shapoor Zadran - Hazratullah Zazai | - Shakib Al Hasan (K) - Abu Hider - Abu Jayed - Abul Hasan - Ariful Haque - Litton Das - Mahmudullah - Mehedi Hasan - Mosaddek Hossain - Mushfiqur Rahim (wk) - Mustafizur Rahman - Nazmul Islam - Rubel Hossain - Sabbir Rahman - Soumya Sarkar - Tamim Iqbal |

## Tour Match
| 1. Juni Scorecard | Dehradun | Bangladesch 145-6 (20)              | – | Afghanistan A 147-2 (17.2) |
|                   |          | Afghanistan A gewinnt mit 8 Wickets |   |                            |

## Twenty20 Internationals

### Erstes Twenty20 in Dehradun
| 3. Juni Scorecard | Dehradun | Afghanistan 167-8 (20)          | – | Bangladesch 122 (19) |
|                   |          | Afghanistan gewinnt mit 45 Runs |   |                      |

### Zweites Twenty20 in Dehradun
| 5. Juni Scorecard | Dehradun | Bangladesch 134-8 (20)            | – | Afghanistan 135-4 (18.5) |
|                   |          | Afghanistan gewinnt mit 6 Wickets |   |                          |

### Drittes Twenty20 in Dehradun
| 7. Juni Scorecard | Dehradun | Afghanistan 145-6 (20)        | – | Bangladesch 144-6 (20) |
|                   |          | Afghanistan gewinnt mit 1 Run |   |                        |